# Antillas Mayores
Las Antillas Mayores o Grandes Antillas (en francés: Grandes Antilles; en inglés: Greater Antilles: en criollo haitiano Gwo Zantiy) son un grupo de islas en el cuadro subcontinental de Antillas en el norte del mar Caribe, localizadas al este de Yucatán (México) y sureste de la Florida (Estados Unidos) y al oeste de las Antillas Menores. El grupo está compuesto por Cuba, Isla de la Juventud, Islas Caimán, Jamaica, La Española (dividida entre República Dominicana y Haití) y Puerto Rico. Fuera de esta unidad geográfica están las vecinas islas de las Bahamas e Islas Turcas y Caicos que componen el Archipiélago de las Lucayas.
Las Antillas Mayores constituyen aproximadamente el 90 % de la masa de tierra de todas las Indias Occidentales, así como más del 90 % de su población. El resto de la tierra pertenece a las Bahamas y al archipiélago de las Antillas Menores, que es una cadena de islas al este (que se extiende de norte a sur y abarca el borde oriental del mar Caribe, donde se encuentra con el océano Atlántico) y al sur (que se extiende de este a oeste desde la costa septentrional de América del Sur).

## Historia

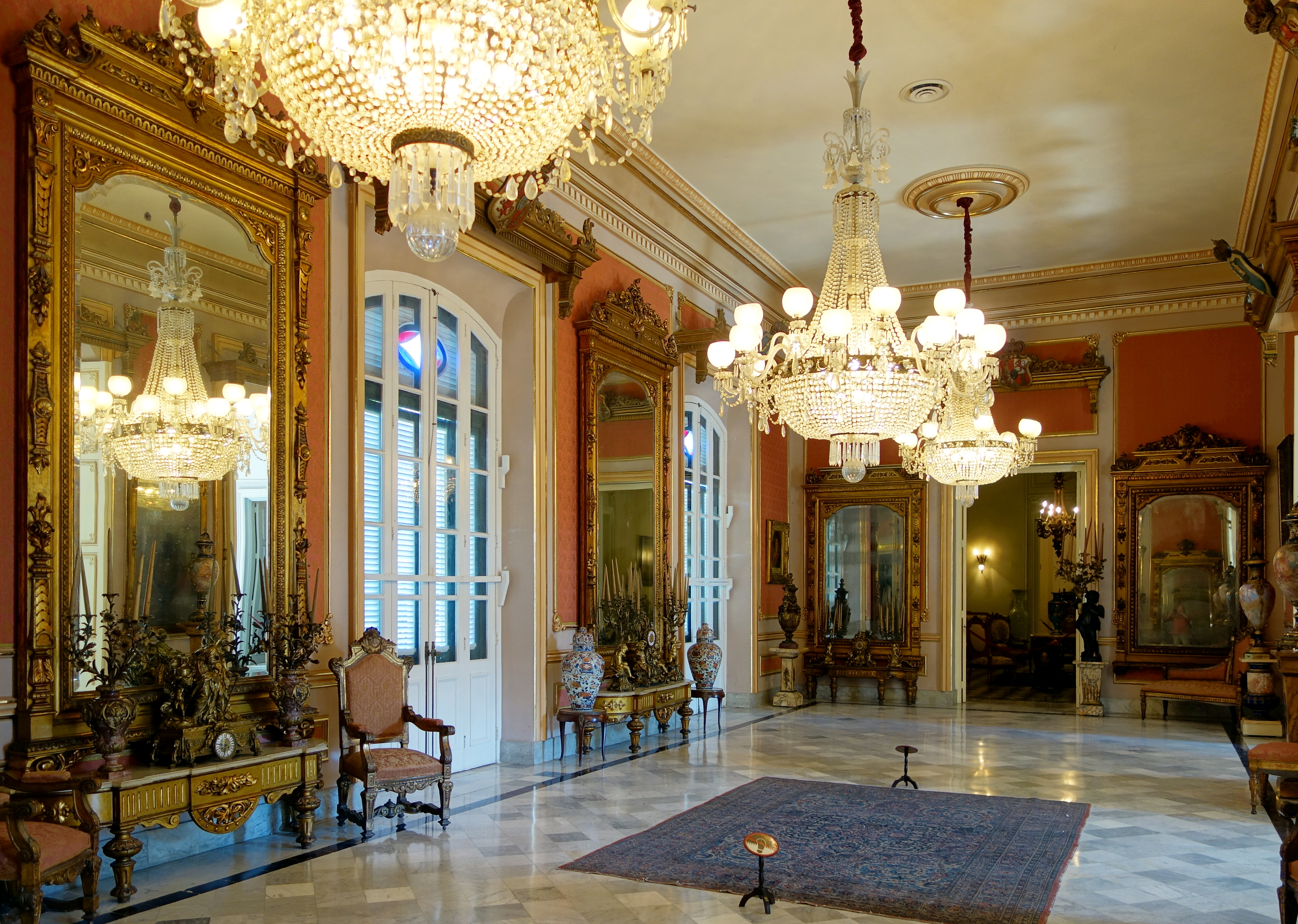
El Palacio de los Capitanes Generales fue construido en La Habana entre 1776 - 1792 y fue la sede del gobierno bajo el Imperio Español en Cuba hasta 1898.

La palabra Antillas tiene su origen en la época anterior a la conquista europea del Nuevo Mundo. Los europeos utilizaban el término Antillia como una de las misteriosas tierras que aparecían en las cartas medievales, a veces como un archipiélago, a veces como una tierra continua de mayor o menor extensión, cuya ubicación fluctuaba en medio del océano entre las Islas Canarias y Eurasia.
El primer contacto europeo con las Antillas Mayores se produjo en el primer viaje de Cristóbal Colón a América, cuando navegó hacia el sur desde las Bahamas, explorando la costa noreste de Cuba y la costa norte de La Española. Los españoles empezaron a crear asentamientos permanentes en Cuba y La Española. El comercio atlántico de esclavos llevó a muchos africanos a las islas. Francia comenzó a ejercer su influencia sobre Haití a partir de 1625, dividiendo La Española en dos mitades. La vecina Jamaica fue invadida por los británicos, que derrotaron a los colonos españoles. A principios del siglo XVI, los españoles comenzaron a colonizar la isla de Puerto Rico. A pesar de las Leyes de Burgos de 1512 y otros decretos que protegían a las poblaciones indígenas, algunos indios taínos fueron obligados a realizar trabajos forzados en un sistema de encomienda en los primeros años de la colonización.
La Revolución Haitiana fue la primera y única insurrección antiesclavista y anticolonial llevada a cabo con éxito por esclavos autoliberados ; estableció la nación independiente de Haití, la primera de las Antillas Mayores, el Caribe y América Latina en su conjunto. La siguiente nación en lograr la independencia, la República Dominicana, también estaba en La Española, y se declaró independiente de España en 1821. Fue rápidamente absorbida temporalmente por Haití bajo la Unificación de La Española.
La República Dominicana recuperó la independencia en 1844 tras la Guerra de Independencia Dominicana. El resto de las Antillas Mayores seguiría bajo dominio colonial durante otros cien años. Junto con Filipinas en Asia, España transfirió la posesión de Cuba y Puerto Rico a Estados Unidos como consecuencia de su derrota en la Guerra Hispano-Norteamericana en 1898, coincidiendo con la Guerra de Independencia cubana. Esta fue la pérdida definitiva de las posesiones territoriales de España en América. El dominio militar estadounidense sobre la isla duró hasta 1902, cuando se concedió formalmente la independencia a Cuba.
En 1917, el Congreso estadounidense aprobó la Ley Jones-Shafroth (conocida popularmente como Ley Jones), que concedía la ciudadanía estadounidense a los puertorriqueños nacidos a partir del 25 de abril de 1898. En 1947, el Congreso de EE. UU. aprobó la Ley del Gobernador Electivo, firmada por el presidente Truman, que permitía a los puertorriqueños votar a su propio gobernador. La llamada Revolución Cubana de 1959 convirtió a Cuba en el único estado socialista de las Antillas Mayores. Jamaica se independizó del Reino Unido en agosto de 1962, convirtiéndose en el último estado actualmente independiente de las Antillas Mayores en conseguir la independencia.

## Geografía

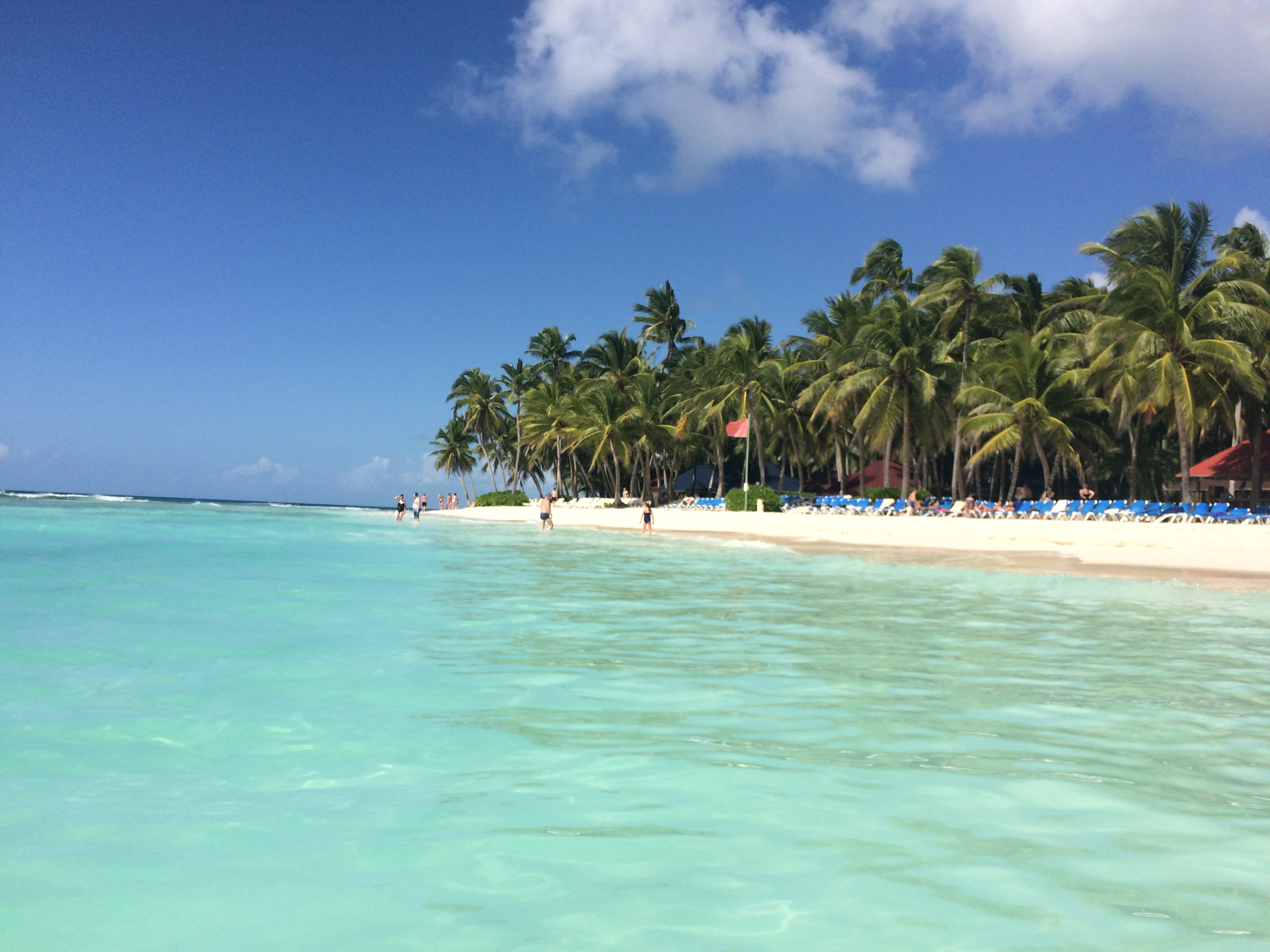
Isla Saona reclamada por España en 1494 hoy es un importante destino turístico de la República Dominicana.

Las Antillas mayores descansan sobre un macizo submarino las Antillas común y están atravesadas por una cadena abrupta y elevada de montañas, cuyos picos más altos oscilan entre 2.000 y 3.000 m s. n. m. (metros sobre el nivel del mar) que culminan en la República Dominicana (en el Pico Duarte con 3.087 m s. n. m.) y declina, a ambos lados, en Cuba, Jamaica y Puerto Rico. Esas montañas están compuestas de piedra caliza, con afloramiento de otras rocas, todas ellas mucho más antiguas que las de origen eruptivo de las Pequeñas las Antillas y sin huellas de actividad volcánica reciente. Las Bahamas, por el contrario, son ínsulas de origen coralino. Antiguamente a las Bahamas ni siquiera se las consideraba como parte de las Antillas, aunque en la actualidad está difundido su englobamiento como un tercer grupo dentro de las mismas (Grandes las Antillas, Pequeñas Antillas y las Bahamas).
La Española posee la montaña más alta del Caribe, el pico Duarte con 3.087 metros; y el lago antillano más grande (lago Enriquillo), en donde también se encuentra el punto más bajo de la región con 79 metros bajo el nivel del mar. Cuba, sin embargo, tiene el río más largo de las Antillas, el río Cauto, con 343 kilómetros y es la isla más extensa de la región. 

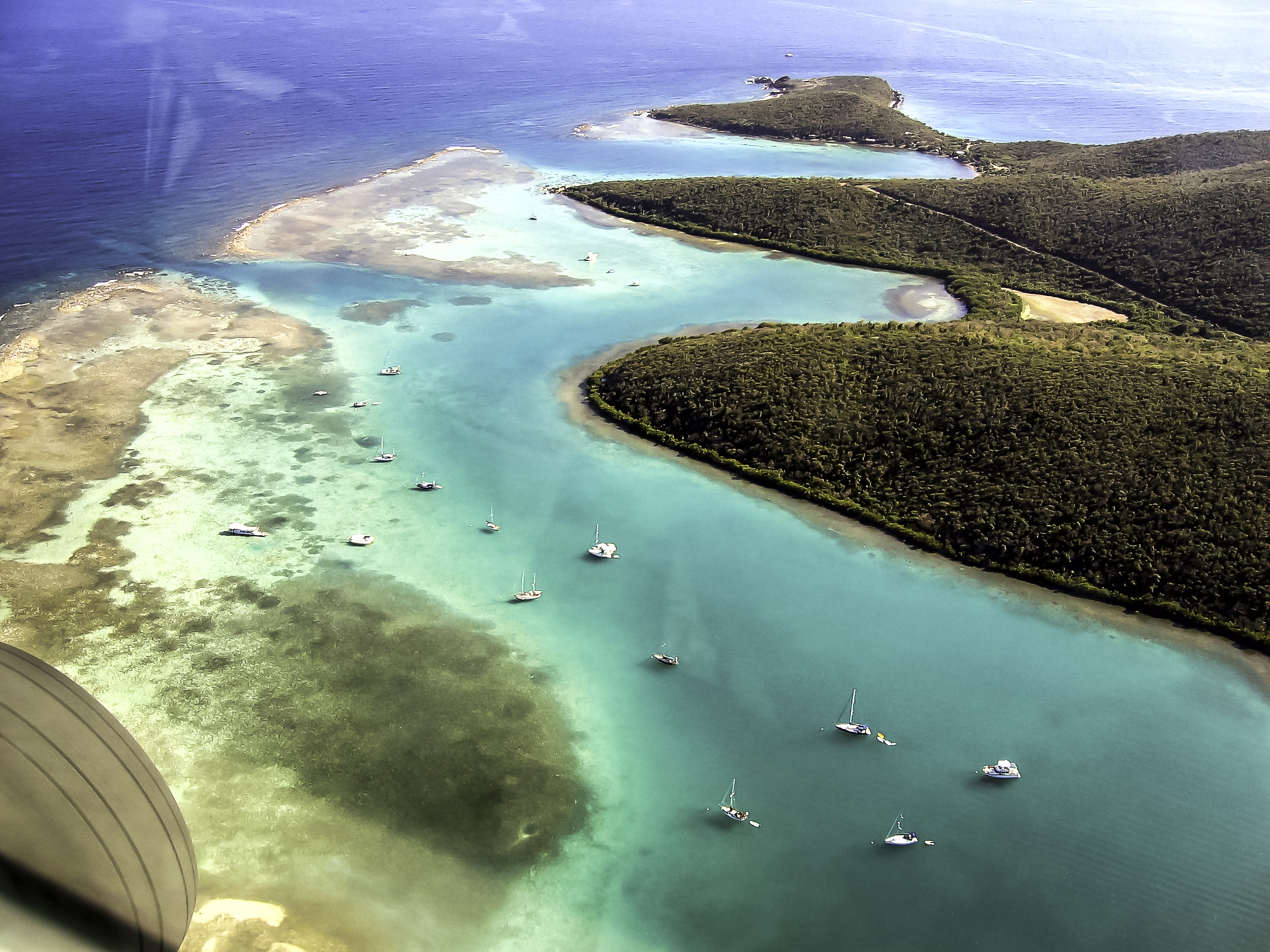
Ensenada Honda, en la Isla Culebra parte de las llamadas Islas Vírgenes Españolas de Puerto Rico

Las Antillas Mayores se encuentran en una parte de América Central llamada archipiélago antillano y están bañadas por el mar Caribe y el océano Atlántico.
Algunos de los recursos minerales que podemos encontrar en las Antillas Mayores son: bauxita,
oro, cobre, hierro, plata, mármol, entre otros.

### Geología
Las Antillas Mayores, resultado de un lento levantamiento tectónico y de diversas regresiones marinas, se caracterizan por la presencia de rocas sedimentarias kársticas de origen coralino y marino y por un zócalo de antiguas formaciones de arco volcánico, a veces puestas de manifiesto por inclinaciones tectónicas, empujes o simplemente por la erosión.
Las tres cordilleras principales descritas como Caribe Norte, al norte del mar Caribe, se reúnen al oeste en la isla de Puerto Rico, la línea norte de Cuba prolonga las mesetas de la península de Yucatán hacia el continente norteamericano en el oeste, la cordillera central se destaca en el sureste de Cuba y en el centro de La Española, y la cordillera más meridional, vigorosa desde el principio, se hace notar en Jamaica antes de unirse al sur de Haití.

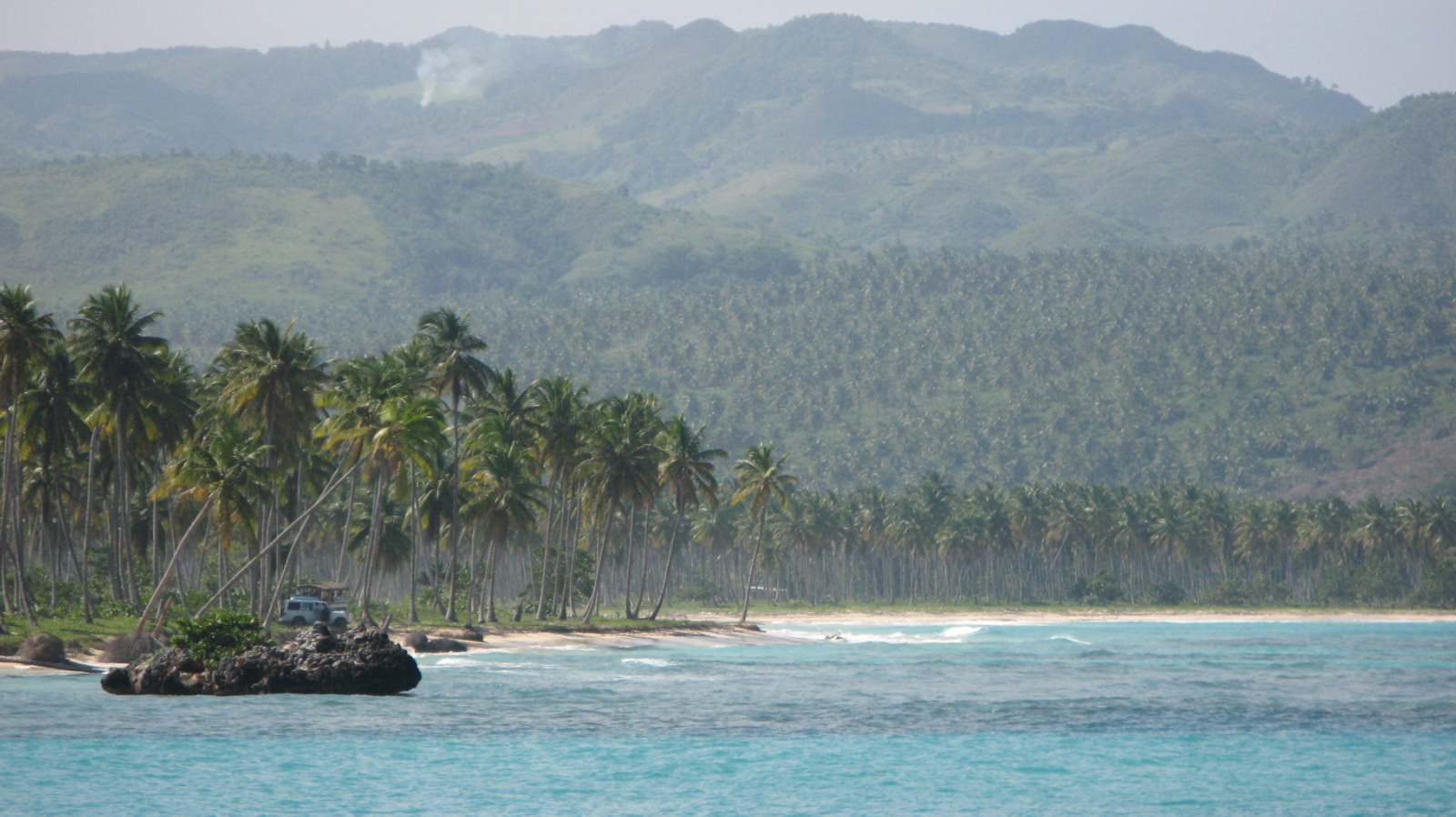
Costa montañosa en Playa de Rincón, República Dominicana

La cordillera central de La Española se eleva rápidamente, alcanzando a menudo los 2.000 metros de altitud y llegando a superar los 3.000 metros. La fuerza del relieve está relacionada con fosas oceánicas muy profundas, de más de 9.000 metros, más al oeste, al norte de Puerto Rico. La fosa oceánica más profunda del océano Atlántico (-9.210 m) se encuentra en el extremo norte de Puerto Rico.
Si bien la mayor parte de la isla de Cuba, así como la vasta meseta calcárea parcialmente emergida de las Bahamas, se asienta sobre la placa norteamericana, existen microplacas al sur de esta gran placa, productos lejanos de la ruptura de la placa del Caribe aparecida en la era terciaria, como la "microplaca de Gonaives", que aparece entre el sur de Cuba y el norte de Jamaica y se extiende hacia el sur de Haití, lo que explica los graves riesgos sísmicos en la zona de Puerto Príncipe. El vulcanismo es mucho más frecuente en los fondos marinos que en tierra firme. Uno de los motores de la actividad sísmica y volcánica es el hundimiento de la placa oceánica del Atlántico bajo la placa del Caribe.

## Clima

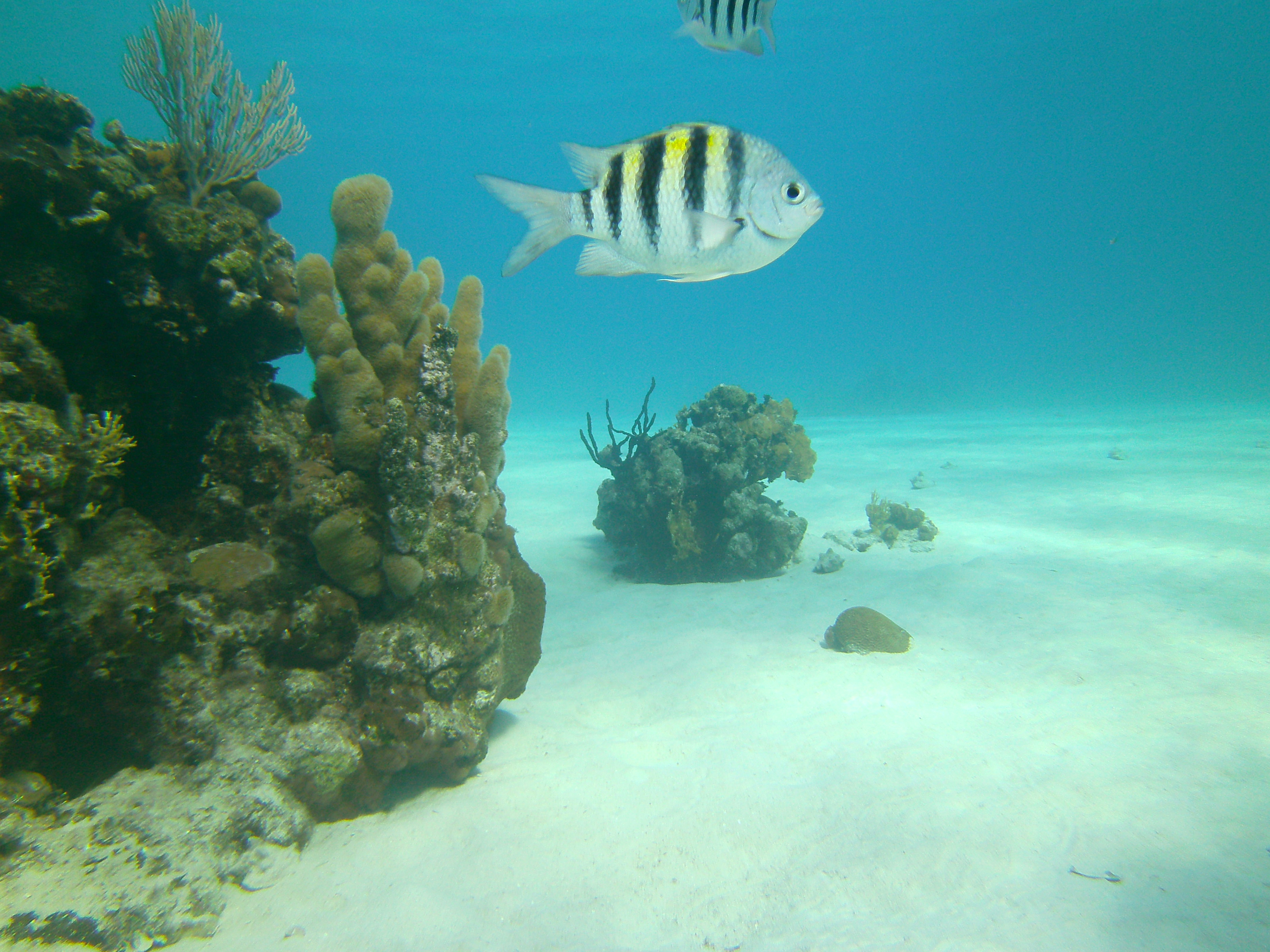
Fauna marina en la Bahía de Cochinos en Cuba

Las temperaturas, propias de un clima tropical, se suavizan con la brisa marina y la altitud. En la costa, el cálido clima tropical se ve suavizado por los vientos alisios bastante constantes durante todo el año. Estos vientos sólo se ven interrumpidos por el efecto de las tormentas en el Océano Atlántico. En el interior, el clima es más cálido. Pero con la altitud la humedad aumenta y la temperatura disminuye.
Las lluvias corresponden a los dos pasos del sol por el cénit. Tienen lugar en dos épocas, en mayo-junio y septiembre-octubre. Por tanto, existen dos tipos de estaciones:
- la estación seca es fresca (de diciembre a junio), conocida como período de Cuaresma;
- la temporada de lluvias es calurosa (de junio a diciembre), conocida como período ciclónico. Este “período de invernada” está marcado por lluvias tormentosas que estallan por la tarde. El verano también marca el comienzo de una temporada de ciclones con gran poder destructivo sobre cultivos y asentamientos humanos. Los ciclones que se formaron inicialmente en el océano sobrecalentado llegan a las Antillas Mayores desde el este.

Las laderas que se enfrentan a los vientos alisios o de levante son mucho más húmedas, antiguamente cubiertas de densas selvas tropicales, mientras que las otras vertientes "de sotavento", antiguamente zonas de praderas, sabanas o pequeños desiertos con plantas xerófilas, pueden sufrir sequías.

## Demografía

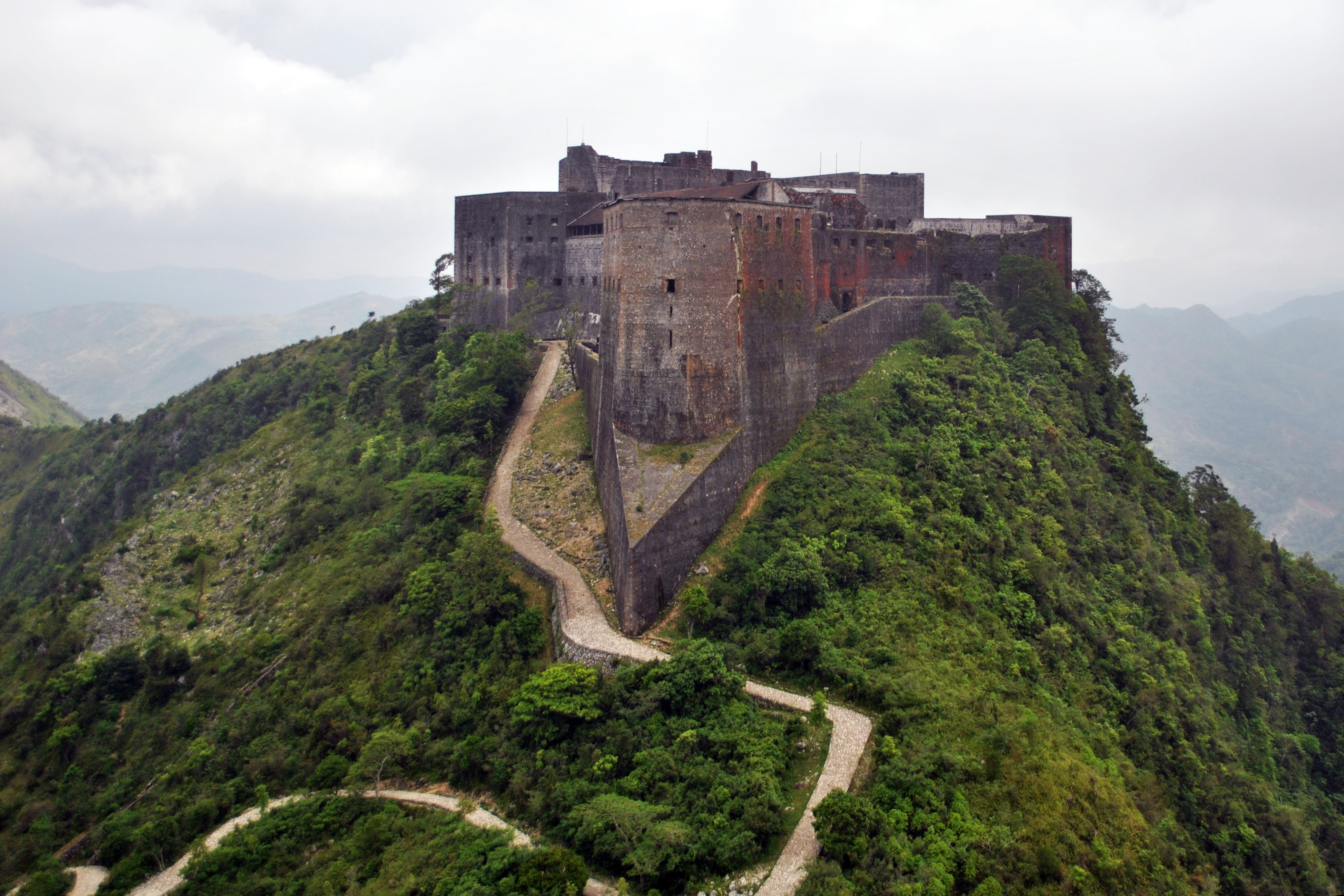
La Citadelle La Ferrière fue construida por los Haitianos entre 1805 y 1820 para protegerse de los ataques de Francia

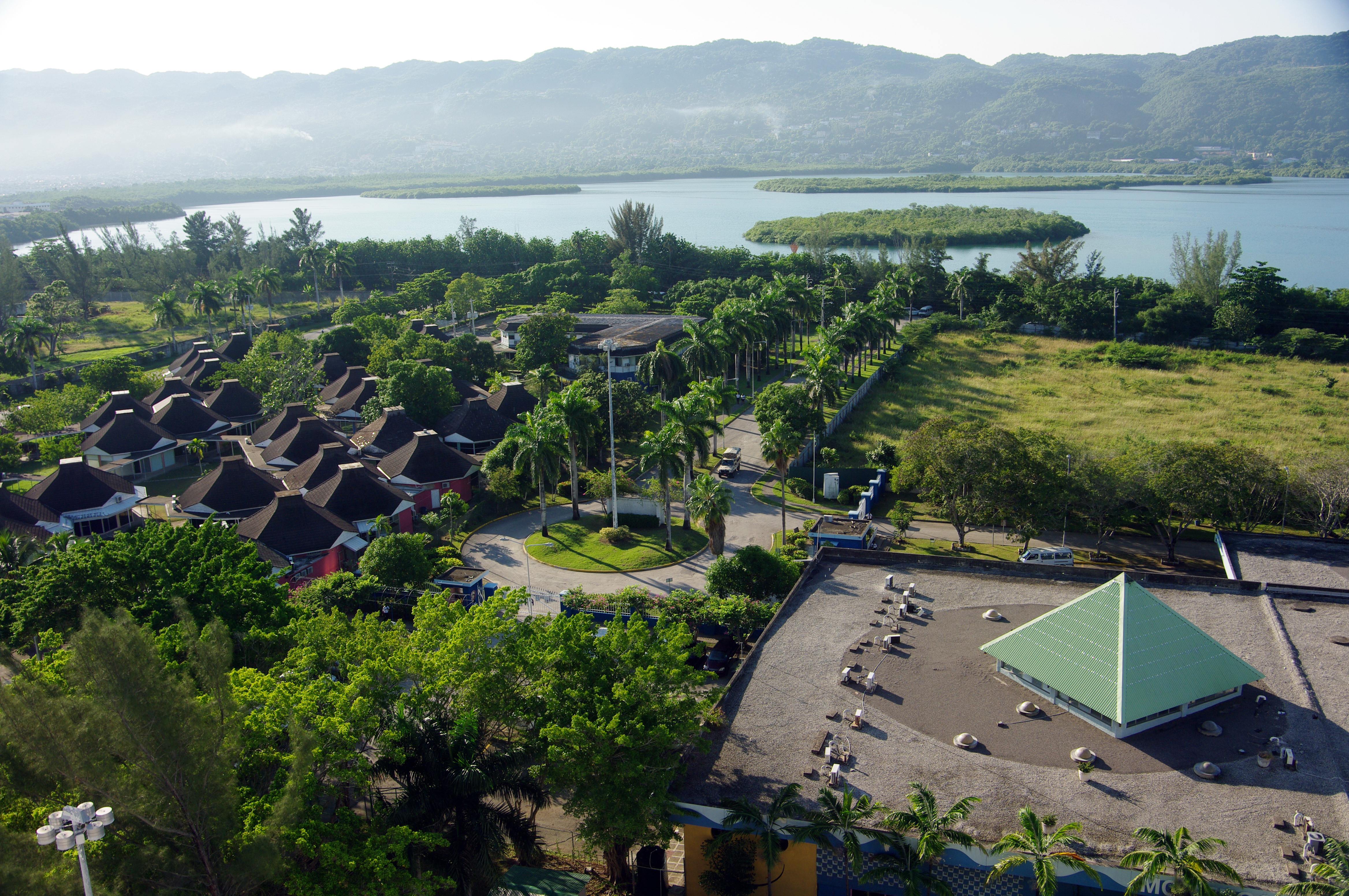
Montego Bay una de las ciudades más importantes de Jamaica

Las Antillas Mayores se consideran parte de América Latina, con la excepción de Jamaica. Con una población de 38 millones de habitantes, constituye el 6% de la población total de América Latina. La capital de la República Dominicana, Santo Domingo, con más de 3 millones de habitantes, es la ciudad más habitada de las Antillas Mayores. 
Otras grandes ciudades son La Habana, Puerto Príncipe y San Juan de Puerto Rico. La calidad de vida dentro de las Antillas Mayores es similar entre Cuba, la República Dominicana y Jamaica, cuyo Índice de Desarrollo Humano (IDH) las clasifica como "desarrollo humano medio" Cuba, la nación independiente con el IDH más alto, se sitúa, sin embargo, por debajo de Puerto Rico y las Islas Caimán, ambos clasificados como "muy alto". 
Haití es una excepción, ya que tiene el Índice de Desarrollo Humano más bajo de las Antillas Mayores y de toda América, con 0,498, lo que lo clasifica como de "desarrollo humano bajo".

## División político administrativa
Las grandes Antillas están divididas desde el punto de vista administrativo en 4 países independientes y 1 dependencia.
| País                 | Área (km²) | Población (est. 2023) | Densidad (por km²) | IDH 2015         | Capital         | Idiomas                  |
| -------------------- | ---------- | --------------------- | ------------------ | ---------------- | --------------- | ------------------------ |
| Cuba                 | 110.860    | 11.194.449            | 102,4              | 0,769 (alto)     | La Habana       | Español                  |
| Haití                | 27.750     | 11.724.764            | 292,7              | 0,483 (bajo)     | Puerto Príncipe | Francés Criollo haitiano |
| Jamaica              | 10.991     | 2.825.544             | 248,6              | 0,735 (alto)     | Kingston        | Inglés                   |
| República Dominicana | 48.730     | 11.332.973            | 207,05             | 0,760 (alto)     | Santo Domingo   | Español                  |
| Dependencias         |            |                       |                    |                  |                 |                          |
| Puerto Rico          | 9.104      | 3.260.314             | 430,2              | 0,838 (muy alto) | San Juan        | Español                  |
| Total                | 207.435    | 37.931.400            | 192,5              | 0,803 (muy alto) |                 |                          |